# Blechnum sociale
Blechnum sociale là một loài dương xỉ trong họ Blechnaceae. Loài này được Sodiro mô tả khoa học đầu tiên năm 1883.
Danh pháp khoa học của loài này chưa được làm sáng tỏ. 